# إدوارد ماغنوس
إدوارد ماغنوس (بالألمانية: Eduard Magnus)‏ (و. 1799 – 1872 م) هو رسام، وأستاذ جامعي، من ألمانيا، ولد في برلين، وكان عضوًا في المعهد الألماني للآثار، توفي في برلين، عن عمر يناهز 73 عاماً.

## جوائز
حصل على جوائز منها:
- ترتيب النسر الأحمر.